# The Vaselines
I The Vaselines sono un gruppo musicale scozzese fondato nel 1986 da Eugene Kelly e Frances McKee.

## Storia
Il duo formatosi ufficialmente nel 1986 tentò una rapida scalata al successo ma non ottenendolo, seppur dopo appena una manciata di EP e un LP, i Vaselines decisero di sciogliersi 4 anni dopo, nel 1990.

### La riscoperta dei Nirvana
Alcuni anni più tardi, Kurt Cobain (allora leader dei Nirvana) li invitò ad aprire il loro concerto a Edimburgo.
Cobain, oltre a eseguire dal vivo numerose volte la loro Jesus Want Me for a Sunbeam (inserita nell'album MTV Unplugged in New York), registrò in studio anche due loro canzoni: Molly's Lips e Son of a Gun.
Questi brani vennero inseriti poi nella raccolta Incesticide.
Nonostante il successo delle cover dei Nirvana, che portò i Vaselines a pubblicare la raccolta The Way of The Vaselines: A Complete History, di nuovo la carriera del duo si interruppe.

### Il nuovo millennio
Frances McKee è tornata al pubblico nel 2006, pubblicando il suo album solista Sunny Moon, dalle influenze Indie, Rock e Alternative, ed iniziando un successivo tour per il quale ha ripreso la collaborazione nella band di Eugene Kelly.
Anche Kelly, aveva pubblicato nello stesso anno il suo album solista intitolato  Man Alive.
Il tour prevedeva quindi l'esecuzione dei brani dei Vaselines e dei rispettivi album solisti.
Nonostante album e tour, il ritorno della coppia è rimasto ufficioso dal 2006 al 2008. La reunion viene resa ufficiale nel 2009, anno in cui vengono messi sotto contratto dalla Sub Pop Records, che offrì loro la possibilità di pubblicare il loro secondo disco. 
Nel 2010 la band scozzese incide così l'album Sex with an X che, col successivo tour, segna il loro definitivo ritorno sulle scene musicali.

## Formazione

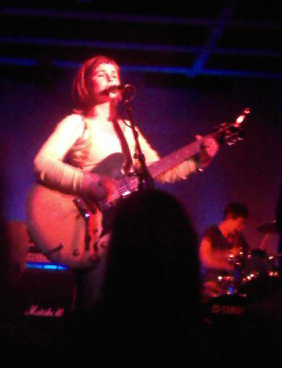
Frances McKee nel 2009.

- Eugene Kelly - voce, chitarra
- Frances McKee - voce, chitarra
- Stevie Jackson - chitarra
- Bobby Kildea - basso
- Michael McGaughrin - batteria

## Ex componenti
- James Seenan - basso
- Charlie Kelly - batteria

## Discografia

### Album in studio
- 2010 - Sex with an X (Sub Pop)

### EP
- 1987 - Son of a Gun (53rd & 3rd)
- 1990 - Dum-Dum (53rd & 3rd)

### Live
- 1991 - The Vaselines/Beat Happening - Recorded Live In London, England 1988 (K Records)

### Singoli
- 1988 - Molly's Lips (Dying for It)
- 1988 - Jesus Want Me for a Sunbeam (Dying for It)